# Cat Tien
Cát Tiên (24 de noviembre de 1982 en Nueva Orleans, Luisiana, Estados Unidos), es una cantante vietnamita de género pop, actualmente reside en Pensilvania, Estados Unidos, su nombre verdadero es Vũ Thị. Ha sido considerada como una de las mejores artistas del momento, incluso participó cantando a dúo con Andy Quach, que es originario de Filadelfia. 

## Discografía

### Álbumes
- Oi Tinh Yeu
- Tinh Con Mai Buon
- With You Tonight'tghrfhkk'
- No. 1
- "Ooh la la"